# Musikjahr 1796
Liste der Musikjahre

◄◄ | ◄ | 1792 | 1793 | 1794 | 1795 | Musikjahr 1796 | 1797 | 1798 | 1799 | 1800 | ► | ►►

Weitere Ereignisse
Dieser Artikel behandelt das Musikjahr 1796.

## Instrumentalmusik (Auswahl)
- Ludwig van Beethoven:  Cellosonate Nr. 1 F-Dur op. 5,1;  Cellosonate Nr. 2 g-Moll op. 5,2 (beide Sonaten wurden dem preußischen König  Friedrich Wilhelm II. gewidmet). Außerdem widmet der Komponist seine im Vorjahr erschienenen 3 Klaviersonaten seinem Lehrer Joseph Haydn.
- Luigi Boccherini: 6 Streichquartette op. 53; 6 Streichtrios für 2 Violinen und Violoncello op. 54
- Luigi Cherubini: Ode sur le 18 fructidor
- Joseph Haydn:  Trompetenkonzert Es-Dur; Trios für Klavier, Violine und Violoncello Nr. 42 bis 45
- Antonio Salieri: La Riconoscenza für Sopran, fünfstimmigen Chor und Orchester (weltliche Kantate)

## Musiktheater
- 26. Januar: Uraufführung der Oper La Lodoiska von Johann Simon Mayr in Venedig, (La Fenice)
- 30. Januar: Uraufführung der Oper  Giulietta e Romeo von Niccolò Antonio Zingarelli in Mailand (Scala)
- 20. Februar: Uraufführung der Oper La Famille américaine von Nicolas Dalayrac in Paris (Opéra-Comique)
- 14. Juni: Uraufführung der Oper Das unterbrochene Opferfest von Peter von Winter im Theater am Kärntnertor in Wien
- 07. Juli: Uraufführung der Oper Marianne ou L’Amour maternel von Nicolas Dalayrac in Paris (Opéra-Comique)
- 07. August: Uraufführung der Oper Il moro von Antonio Salieri im Burgtheater in Wien. Das Libretto stammt von Giovanni De Gamerra
- 08. Oktober: Uraufführung der Oper Un pazzo ne fa cento von Johann Simon Mayr in Venedig,(San Samuele)
- 26. Oktober: Uraufführung der Oper Christophe et Jérôme ou La Femme hospitalière von Henri Montan Berton an der Opéra-Comique in Paris

Weitere Werke
- Gaspare Spontini: Li puntigli delle donne (Oper) uraufgeführt im Karneval in Rom
- Domenico Cimarosa: zwei Opern (1) La finta ammalata, (2) I nemici generosi
- Carl Ditters von Dittersdorf: Die lustigen Weiber von Windsor (Oper)
- Stephen Storace: Zwei Opern (1) The Iron Chest; Mahmoud (Die letzten Bühnenwerke des Komponisten)
- Louis Emmanuel Jadin: Fünf Opern (1) Le Mariage de la veille; (2) Mélusine et Gerval; (3) Le Négociant de Boston; (4) Les Deux Lettres; (5) Le Défi hasardeux
- Thomas Attwood: The Smugglers (Oper)
- Vicente Martín y Soler: Camille ou Le souterrain (Oper)
- Peter von Winter: I due vedovi (Eine in Wien uraufgeführte Oper nach einem Libretto von Giovanni De Gamerra).

## Kirchenmusik
- Joseph Haydn: Missa in tempore belli (Messe in Zeiten des Krieges, Paukenmesse, Uraufführung am 26. Dezember in der Piaristenkirche Maria Treu in Wien), Hob. XXII: 9; Missa Sancti Bernardi de Offida, (Heiligmesse), Hob. XXII:10; Die sieben letzten Worte unseres Erlösers am Kreuze (Fassung als Oratorium)

## Geboren

### Geburtsdatum gesichert
- 01. Januar: Felix Horetzky, polnischer Gitarrist und Komponist († 1870)
- 11. Februar: Giovanni Pacini, italienischer Opernkomponist († 1867)
- 13. Februar (getauft): Matthias Waldhör, deutscher Komponist, Musikpädagoge, Organist († 1833)
- 01. März: Gregor Rihar, slowenischer Komponist († 1863)
- 03. März: Eduard Constantin Lewy, Hornist und Professor am Wiener Konservatorium († 1846)
- 14. März: Anton Haizinger, österreichischer Opernsänger (Tenor) († 1869)
- 08. April: Matteo Carcassi, italienischer Gitarrist und Komponist († 1853)
- 20. Juli: Edward Hodges, US-amerikanischer Organist und Komponist († 1867)
- 23. Juli: Franz Berwald, schwedischer Komponist und Violinist († 1868)
- 25. August: James Lick, US-amerikanischer Pianobauer († 1876)
- 01. September: Carl Friedrich August Naber, niederländischer Orgelbauer deutscher Herkunft († 1861)
- 03. September: Henriette Widerberg, schwedische Opernsängerin († 1872)
- 16. September: Johann Daniel Elster, deutscher Musikprofessor und Chorleiter († 1857)
- 20. September: Wilhelm Braun, deutscher Oboist und Komponist († 1867)
- 04. Oktober: August Wilhelm Bach, deutscher Komponist und Organist († 1869)
- 30. November: Carl Loewe, deutscher Komponist († 1869)
- 09. Dezember: Emilie Zumsteeg deutsche Komponistin, Musiklehrerin, Chorleiterin, Pianistin und Musikschriftstellerin († 1857)
- 19. Dezember: Joan Aulí i Caldentey, mallorquinisch-spanischer Organist und Komponist († 1869)

### Genaues Geburtsdatum unbekannt
- Friedrich Wilhelm Agthe, deutscher Komponist und Kreuzkantor († 1830)
- Johann Abraham Nüske, deutscher Gitarrist, Komponist und Musiklehrer († 1865)
- Josef Wagner, deutscher Orgelbauer († 1854)

## Gestorben

### Todesdatum gesichert
- 01. Januar: Alexandre-Théophile Vandermonde, französischer Musiker, Mathematiker und Chemiker (* 1735)
- 16. Februar (oder 16. April): Caterina Gabrielli, italienische Opernsängerin (* 1730)
- 28. Februar: Friedrich Wilhelm Rust, deutscher Komponist (* 1739)
- 19. März: Stephen Storace, britischer Komponist (* 1762)
- 04. April: Nicola Sabatino, italienischer Komponist der neapolitanischen Schule (* um 1705)
- 09. April: Johann Christian Schramm, königlich-preußischer Kammermusiker und Cembalist (* unbekannt)
- 13. April: Eleonora Zucker, deutsche Schauspielerin und Sängerin (* 1768)
- 04. Mai: Benjamin Friedrich Köhler, deutscher Kirchenlieddichter und Beamter (* 1730)
- 08. Juni: Felice Giardini, italienischer Violinist, Komponist und Operndirektor (* 1716)
- 16. April: Johann Friedrich Doles der Jüngere, deutscher Komponist und Rechtsanwalt (* 1746)
- 17. Juli: Thomas Sanders Dupuis, englischer Komponist und Organist französischer Abstammung (* 1733)
- 04. August: Josef Anton Simnacher, österreichischer Orgelbauer (* 1722)
- 14. September: Samuel Green, englischer Orgelbauer (* 1740)
- 00. September: Johann Gottlob Horn, Tischler und Instrumentenmacher (* 1748)
- 13. Oktober: Esther Grünbeck, deutsche Dichterin, Mitglied der Herrnhuter Brüdergemeine (* 1717)
- 23. Oktober: Placidus Maria Pichler, deutscher Benediktinerpriester und Organist (* 1722)
- 03. November: Franz Xaver Woschitka, österreichischer Komponist, Violoncellist, Violinist und Musikpädagoge (* 1728)
- 24. Dezember: Johann David Gerstenberger, deutscher Orgelbauer (* 1716)
- 30. Dezember: Jean-Baptiste Lemoyne, französischer Komponist (* 1751)

### Genaues Todesdatum unbekannt
- Joseph Kaffka, deutscher Geiger und Komponist (* 1730)